# 林みなほ
林 みなほ（はやし みなほ、1990年1月10日 - ）は、日本のフリーアナウンサー、実業家（美容サロン経営者）。元TBSアナウンサー。身長170cm。スリーサイズ：B92・W63・H89cm。

## 来歴・人物
東京都出身。血液型A型。日本女子大学附属豊明小学校、日本女子大学附属中学校・高等学校、日本女子大学家政学部被服学科卒業後、2012年にTBS入社。アナウンサーとしての初出演は6月29日の『TBS24時』であった。
2016年7月11日に10歳年上のTBSラジオプロデューサー・橋本吉史（『たまむすび』前プロデューサー）と結婚。自身のブログとインスタグラムにて報告した。林は初婚、橋本は再婚。『たまむすび』の同年9月20日放送回で夫婦共演を果たした。11月11日にハワイで挙式、2017年2月5日に日本で披露宴。同年10月から産休に入り、11月29日に第1子男児を出産し、2018年4月から復帰。2019年7月1日付けでアナウンス部から広報局へ異動となった。同年9月9日付でTBSを退社。同月11日、フリーアナウンサーとして活動していくことを明らかにした。11月に芸能事務所のプラチナムプロダクション所属となったことを公表した。
2020年、Quality Of Beautyを創業し、代表に就任。「QOB筋肉ほぐしの痩身＆コリ解消サロン」を開業し、オーナーに就任。2021年、アパレルブランド「KOL」ディレクター就任。同年6月15日、Quality Of Beautyを法人化。「株式会社Quality Of Beauty」を設立し、代表取締役社長に就任。2022年7月3日、同年2月1日に橋本と離婚していたことを発表した。2024年3月15日、個人事務所「sai&co.」を設立した。
大学時代はゴルフ部の部長を務めた。また、高校時代に部活でチアダンス・応援団に励んでいた延長で、2009年には東京ヤクルトスワローズの公式ダンスパフォーマンスチーム「Swallows Wings」（現、Passion）に所属していた。

## 過去の出演番組

### テレビ
レギュラー・準レギュラー
- Oh!ベイスターズ2013（司会、2013年4月5日 - 9月27日）
- TBSニュース（土曜午後枠キャスター、2012年10月6日 - 2013年9月28日）
- Nスタ（金曜フィールドキャスター[注 3]、2012年10月4日 - 2013年9月27日）
- 大久保じゃあナイト（2013年4月 -  2014年3月22日）
- いっぷく!（水曜企画コーナー、木曜・金曜特集コーナーほか、2014年3月31日 - 9月23日）
- 女子アナの罰（不定期出演、2012年11月16日 - 2014年3月26日）
- はなまるマーケット（不定期・はなまるアナ、2013年4月 - 2014年3月）
- JNNフラッシュニュース（隔週金曜キャスター、2013年1月4日 - 2014年3月）
- 報道特集（スポーツ担当、2014年4月5日 - 2015年9月26日）
- Nスタ日曜版（スポーツ担当、2014年4月6日 - 2015年9月27日）
- 報道LIVE あさチャン!サタデー（2016年4月2日 - 2017年3月25日）
- はやドキ!（水曜 - 金曜、2015年4月1日 - 9月→木・金曜、2015年10月 - 2016年3月25日→水曜 - 金曜、2016年3月30日 - 9月30日→木曜・金曜、2016年10月6日 - 2017年1月6日→金曜、2017年1月13日 - 3月31日）
- 白熱ライブ ビビット（水曜「沿線ヨダレシピ」および木曜・金曜のニュース担当など、2015年4月1日 - 2017年3月31日）
- ひるおび!（火曜10・11時台及び『ひるおびハテナ?』金曜担当、2017年4月4日 - 9月29日）
- メトログ（ナレーター、2013年4月7日 - 2017年10月29日）
- ひるおび!（『ひるおびハテナ?』水曜 - 金曜担当、2018年4月4日 - 2019年6月） （TBSテレビ）
- TBSニュース（2018年4月17日 - 2019年6月）（TBSラジオニュースデスク、隔週火曜日）

単発出演ほか
- 王様のブランチ（2012年7月28日・8月4日・8月11日） - 出水麻衣不在時の代理として、佐藤渚（7月28日）、古谷有美（8月4日）、吉田明世（8月11日）と共に出演。
- オールスター感謝祭'12秋 超豪華!クイズ決定版（2012年9月29日） - リポーターとして枡田絵理奈と共に出演、また番組内企画「赤坂5丁目ミニマラソン」に久保田智子、佐藤渚と共にランナーとして参加した。
- 2012三井住友VISA太平洋マスターズ「プロアマチャリティトーナメント」（2012年11月11日） - リポーター
- S☆1（2012年12月16日[注 4]） - キャスター
- 第21回全日本高等学校女子サッカー選手権大会準決勝（2013年1月16日） - 応援席リポーター
- トコトン掘り下げ隊!生き物にサンキュー!!（2014年5月14日） - 吉田明世の代役
- あさチャン!（スポーツ担当・石井大裕の代役、2014年6月・9月）
- 音ボケPOPS（BS-TBS／不定期・アシスタント、2013年11月17日 - 12月1日、2014年2月9日 - 2月23日）
- JNNニュース（2014年12月28日夕方枠[注 5]） - キャスター
- 駆け込みドクター!運命を変える健康診断（2015年9月13日・9月20日） - 吉田明世の代役
- 水ドラ!!「悪党たちは千里を走る」第1話（2016年1月20日） - 山崎育三郎が演じる園部優斗の妻役
- Momm!!（2016年5月） - アシスタントとして江藤愛と隔週交代で出演。同年6月以降は江藤が毎週出演）
- 金曜劇場「70年代ヒット歌謡大全集」（BS-TBS／2015年10月9日） - 司会

### ラジオ
レギュラー・準レギュラー
- サタデースポーツ&ニュース（パーソナリティー、2012年10月6日 - 2013年9月28日）
- ザ・トップ5 ＜シーズン3＞（水曜日パーソナリティ、2013年10月2日 -  2014年3月26日）
- ミュージックナビ〜昨日と今日との交差点〜（水曜・金曜（火曜・木曜深夜）担当パーソナリティ、2013年4月2日 - 2015年3月27日）
- 林みなほ プレシャスサンデー（パーソナリティ、2013年10月6日 - 2015年3月29日）
  - こども音楽コンクール（2012年8月5日 - 2015年3月29日）2012年7月30日収録分より2012年度の会場司会に加わり、不定期出演。2013年10月からスタジオ進行
- 話話話芸（聞き手、2016年9月28日 - 2017年3月25日）
- ジェーン・スー相談は踊る（ナレーション、2014年4月5日 - 2016年4月9日）
  - 2014年5月10日をはじめ代行MCとして出演した回あり。

単発出演ほか
- 安住紳一郎の日曜天国
  - 番組エンディングで次週予告部分を担当（2012年9月9日）
  - 「さばいてにち10」担当（2013年11月3日）
- プロ野球ネットワーク（2013年5月30日） - 第1部パーソナリティ
- たまむすび（2014年10月8日・12月31日、2015年8月4日、2016年9月20日） - 当時のパーソナリティ・赤江珠緒の代役
- 菊地成孔の粋な夜電波
  - ラジオコント（2015年5月1日・5月15日・5月29日・8月14日）
  - アシスタント（2015年8月28日）
- 都市型生活情報ラジオ 興味R（2017年5月8日） - 週替わりアシスタント